# Кливија
Кливија припада цветној култури за узгој на отвореним површинама која води порекло из јужне Африке. Врсте овог рода припадају фамилији Аmaryllidaceae. Кливија носи назив по војвоткињи Клив д'Нортамберланд. Познате су само три врсте кливије.

## Класификација
Данас су познате три врсте кливије:

### 
Кливија мината се најчешће гаји као саксијска цветна култура. Има подземно ризоматично стабло. Листови су дуги, уски, заобљеног врха, тамнозелене боје, густо се ређају један за другим у две равни. Цветови се налазе на другој меснатој неразгранатој цветној дршци сабрани у облику сунцобрана. Цветови су у пречнику око 5 cm, а у једној цвасти их има и до 25. Боја цветова црвено-оранж жућкаста. У култури се гаји већи број варијетета ове врсте.
- -  — тамноцрвена боја цвета
  - — жуто-роза боја цвета
  - — светло оранж боја цвета

Поред кливије минате веома ретко се среће и Clivia nobilis. Цветови су ситнији, док су вршни делови латица цвета обојени зелено. Цветови су сабрани у цвасти 10—15 заједно. Цветна труба је издужена и сужена.
Ова врста кливије сматра се хибридом између претходне две врсте. Њен перигон је кратак и широк, врх цвета је тамне, а основа светлије боје.

## Размножавање и гајење

### Размножавање вештачким опрашивањем
Кливија може да се размножава семеном. Биљке добијене сетвом цветају после 5—6 година. Да би се добило семе потребно је извршити вештачко опрашивање. Са једне цвасти добија се од 4 до 8 плодова — чаура, док у свакој чаури од 1 до 4 семена. Сетву семена треба извршити одмах после сазревања семена. Семе се сади у мешавину хумусне земље и песка. Семе на температури 15—18 °C ниче после 4—5 недеља. Биљка се развија споро, тако да се пресађивање из мање у већу саксију врши на сваке 2 до 3 године. Биљку је потребно редовно заливати, прашити у току лета и штитити од директне и јаке светлости.

### Размножавање бочним изданцима
Размножавање кливије бочним изданцима који имају и део подземног стабла је много брже и једноставније. Овај начин размножавања треба вршити паралелно са пресађивањем биљке, али тек након што биљка процвета. Код пресађивања се мора водити рачуна да се не озледи врло осетљиво и лако ломљиво корење. Кливија захтева земљиште тежег механичког састава, богато хранљивим материјама. Највише јој одговара смеша делова лисњаче, прегорелог стајњака, ливадске земље, муља или песка.

## Цветање
Крајем лета заливање биљке треба свести на минимум. Биљку, односно земљиште, треба засушити али тако да не буде потпуно суво. У овом стању привидног мировања кливију треба држати 2—3 месеца, тј. док се између листова не појави цветни пупољак дужине око 5 cm. Ако се кливија не држи у стању мировања, развиће се бујно лишће али без цветова. На овај начин гајена кливија ће цветати сваке године обично рано у пролеће (април—март).